# 純烈のハッピーバースデー
「純烈のハッピーバースデー」（じゅんれつのハッピーバースデー）は、2019年5月15日に発売された純烈のシングル。

## 解説
- ジャケットとカップリング曲が異なる6タイプをリリース。また、タイプC〜タイプFのカップリングには各メンバーのソロ曲を収録[8]。
- 表題曲「純烈のハッピーバースデー」は前作「プロポーズ」と同じく幸耕平が作詞・作曲を手掛けた。

## 収録曲

### タイプA
1. 純烈のハッピーバースデー (04:31)
作詞・作曲：幸耕平／編曲：幸耕平、相川等、ストリングス・アレンジ：加藤JOE
2. そっと涙のラプソディ (04:29)
作詞：松井五郎／作曲：幸耕平／編曲：幸耕平、相川等、ストリングス・アレンジ：加藤JOE
3. 純烈のハッピーバースデー（オリジナル・カラオケ） (04:31)
4. そっと涙のラプソディ（オリジナル・カラオケ） (04:27)

### タイプB
1. 純烈のハッピーバースデー (04:31)
作詞・作曲：幸耕平／編曲：幸耕平、相川等、ストリングス・アレンジ：加藤JOE
2. ジグザグ (04:12)
作詞：松井五郎／作曲：幸耕平／編曲：相川等、ストリングス・アレンジ：加藤JOE
3. 純烈のハッピーバースデー（オリジナル・カラオケ） (04:31)
4. ジグザグ（オリジナル・カラオケ） (04:10)

### タイプC
1. 純烈のハッピーバースデー (04:31)
作詞・作曲：幸耕平／編曲：幸耕平、相川等、ストリングス・アレンジ：加藤JOE
2. 好きだよ (04:29)
歌：白川裕二郎
作詞：岡田冨美子／作曲：幸耕平／編曲：萩田光雄
3. 純烈のハッピーバースデー（オリジナル・カラオケ） (04:31)
4. 好きだよ（オリジナル・カラオケ） (04:27)

### タイプD
1. 純烈のハッピーバースデー (04:31)
作詞・作曲：幸耕平／編曲：幸耕平、相川等、ストリングス・アレンジ：加藤JOE
2. あなたは水夫 (04:08)
歌：小田井涼平
作詞：岡田冨美子／作曲：幸耕平／編曲：萩田光雄
3. 純烈のハッピーバースデー（オリジナル・カラオケ） (04:31)
4. あなたは水夫（オリジナル・カラオケ） (04:06)

### タイプE
1. 純烈のハッピーバースデー (04:31)
作詞・作曲：幸耕平／編曲：幸耕平、相川等、ストリングス・アレンジ：加藤JOE
2. 桜よ散るな (03:58)
歌：後上翔太
作詞：岡田冨美子／作曲：幸耕平／編曲：萩田光雄
3. 純烈のハッピーバースデー（オリジナル・カラオケ） (04:31)
4. 桜よ散るな（オリジナル・カラオケ） (03:55)

### タイプF
1. 純烈のハッピーバースデー (04:31)
作詞・作曲：幸耕平／編曲：幸耕平、相川等、ストリングス・アレンジ：加藤JOE
2. 野良犬 (04:31)
歌：酒井一圭
作詞：岡田冨美子／作曲：幸耕平／編曲：萩田光雄
3. 純烈のハッピーバースデー（オリジナル・カラオケ） (04:31)
4. 野良犬（オリジナル・カラオケ） (04:28)